# جریان پلاگ

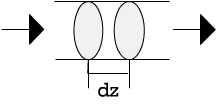
شمایی از جریان پلاگ داخل لوله

جریان پلاگ(به انگلیسی: Plug flow) در مکانیک سیالات به گونه خاصی از جریان سیال در لوله گفته می‌شود که در آن پروفیل سرعت در تمامی قسمت‌های لوله یکسان بوده و به عبارتی از تاثیرات تنشی بین لایه‌های سیال و بین سیال و دیواره صرف نظر شده‌است.جریان پلاگ زمانی ایجاد می‌شود که ضخامت لایه مرزی بسیار کمتر از قطر لوله باشد({\displaystyle \delta _{s}}<<D). 
{\displaystyle \delta _{s}={\frac {5\nu }{u^{*}}}}
{\displaystyle u^{*}=\left({\frac {\tau _{w}}{\rho }}\right)^{1/2}}
{\displaystyle \tau _{w}={\frac {D\Delta P}{4L}}}
{\displaystyle {\frac {\Delta P}{L}}={\frac {f\rho V^{2}}{2D}}}
{\displaystyle {1 \over {\sqrt {\mathit {f}}}}=-2.0\log _{10}\left({\frac {\frac {\epsilon }{D}}{3.7}}+{\frac {2.51}{Re{\sqrt {\mathit {f}}}}}\right),{\text{(turbulent flow)}}}
در روابط بالا، f ضریب دارسی ویسباخ، {\displaystyle \delta _{s}} ضخامت لایه مرزی، D قطر لوله، {\displaystyle \rho } چگالی، u* سرعت سیال، {\displaystyle \tau _{w}} تنش در دیواره لوله و {\displaystyle \Delta P} افت فشار در طول لوله است.
از کاربردهای مهم این جریان در ساخت نوع خاصی از رآکتورهای شیمیایی به نام رآکتورهای لوله‌ای یا پلاگ است.